# Trí Di

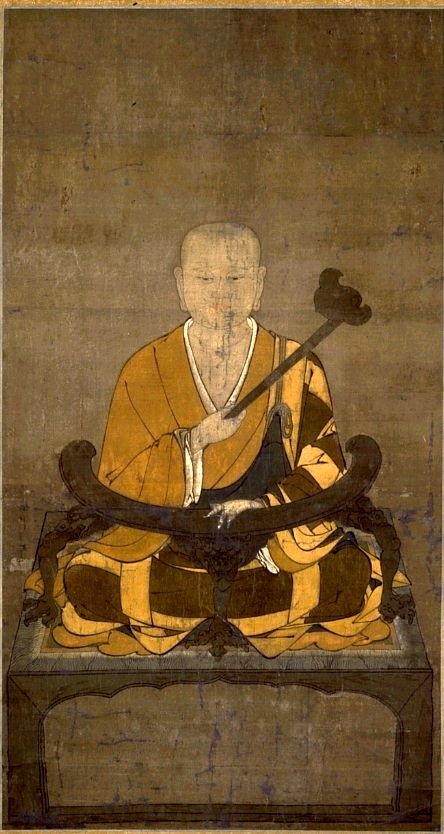
Tranh vẽ Śramaṇa Zhiyi

Trí Di (chữ Hán: 智顗; Wade-Giles: Chih-i; 538 - 597) được coi là Tổ thứ tư của Thiên Thai tông; đệ tử của Huệ Tư, Tổ thứ ba của Thiên Thai tông.
Ông tu trên núi Thiên Thai thuộc tỉnh Chiết Giang 22 năm cho đến khi mất để nghiên cứu Phật học. Tùy Dạng Đế đã ban cho ông danh hiệu Trí Giả, nên ông được người đời tôn xưng là Trí Giả đại sư hay Thiên Thai đại sư.

## Trí Di chứ không phải Trí Khải
Hầu hết các sách tiếng Việt đều phiên tên ông là "Trí Khải". Tuy nhiên tên đúng của ông phải là Trí Di (智zhì顗yǐ). Encyclopædia Britannica (Từ điển Bách khoa Britannica) đã viết rõ về vấn đề này như sau, trong mục từ Chih-i:
Pinyin Zhiyi (Trí Di), cũng gọi là Chih-k'ai (Trí Khải) Nhà sư đạo Phật, người sáng lập tông phái Thiên Thai (tiếng Nhật: Tendai), lấy theo tên thiền viện của Trí Di trên núi Thiên Thai ở Chiết Giang, Trung Quốc. Tên ông thường hay bị phiên sai thành Trí Khải.

### Bản in
- Dumoulin, Heinrich (author); Heisig, James W. (trans.) & Knitter, Paul (trans.)(2005). Zen Buddhism: A History. Volume 1: India and China. World Wisdom. ISBN 978-0-941532-89-1
- Donner, Neal & Daniel B. Stevenson (1993). The Great Calming and Contemplation. Honolulu: University of Hawai‘i Press.
- Hurvitz, Leon (1962). Chih-i (538–597): An Introduction to the Life and Ideas of a Chinese Buddhist Monk. Mélanges Chinois et Couddhiques XII, Bruxelles: Institut Belge des Hautes Études Chinoises.

### Bản điện tử
- Chappell, David W. (1987). 'Is Tendai Buddhism Relevant to the Modern World?' in Japanese Journal of Religious Studies 1987 14/2-3. Source:  Lưu trữ ngày 19 tháng 7 năm 2011 tại Wayback Machine; accessed: Saturday ngày 16 tháng 8 năm 2008
- Dumoulin, Heinrich (1993). "Early Chinese Zen Reexamined ~ A Supplement to 'Zen Buddhism: A History'" in Japanese Journal of Religious Studies 1993 20/1. Source:  Lưu trữ ngày 4 tháng 3 năm 2009 tại Wayback Machine (accessed: ngày 6 tháng 8 năm 2008)
- Swanson, Paul L. (2002). Ch'an and Chih-kuan: T'ien-t’ai Chih-i's View of "Zen" and the Practice of the Lotus Sutra. Presented at the International Lotus Sutra Conference on the theme "The Lotus Sutra and Zen", 11–ngày 16 tháng 7 năm 2002. Source:  (accessed: ngày 6 tháng 8 năm 2008)
- Sheng-Yen, Master (聖嚴法師)(1988). Tso-Ch'an. Source: ; (accessed: ngày 6 tháng 8 năm 2008)